# Andy Barclay
Andrew William Barclay, mais conhecido como Andy Barclay, é um personagem fictício e um dos protagonistas da franquia de terror Child's Play. Ele é originalmente uma criança que, depois de receber um boneco em seu sexto aniversário, torna-se suspeito de assassinatos misteriosos. Na realidade, esses crimes eram cometidos pelo brinquedo, que estava possuído por Chucky, apelido do assassino em série Charles Lee Ray. A partir de então, os personagens se tornam arqui-inimigos.
Criado pelo cineasta Don Mancini, Andy foi interpretado por Alex Vincent em Child's Play (filme original de 1988), Child's Play 2 (1990), Curse of Chucky (2013), Cult of Chucky (2017) e na série de televisão Chucky (2021). Outros atores que o interpretaram foram Justin Whalin em Child's Play 3 (1991) e Gabriel Bateman em Child's Play (reinicialização de 2019). O personagem não aparece, mas é mencionado nas sequências Bride of Chucky (1998) e Seed of Chucky (2004).

## Aparições

### Filmes
Em Child's Play (1988), Andy Barclay (Alex Vincent) é um menino que está completando seis anos. Sua mãe Karen (Catherine Hicks) o presenteia com um boneco da marca Good Guy, sem saber que o brinquedo está possuído pela alma de Charles Lee Ray (Brad Dourif), um notório assassino serial apelidado de Chucky. Pessoas começam a morrer e as suspeitas recaem sobre Andy, que é considerado louco por acreditar que o boneco é responsável pelos homicídios. Karen descobre a verdade e, com a ajuda do detetive Mike Norris (Chris Sarandon), tenta salvar o filho. Em Child's Play 2 (1990), Andy está com oito anos e se encontra em um lar adotivo após Karen ter sido internada num hospital psiquiátrico. Chucky reencarna e começa a caçar o garoto, que, diante do descrédito dos adultos, conta apenas com a proteção de sua irmã adotiva, Kyle (Christine Elise). Em Child's Play 3 (1991), Andy (Justin Whalin) é um adolescente traumatizado que vai para uma escola militar. Chucky retorna depois que a fábrica de brinquedos decide relançar a linha de bonecos Good Guy. Com a ajuda de alguns amigos, Andy tenta impedir que o vilão possua o pequeno Tyler (Jeremy Sylvers).
Embora não apareça diretamente em Bride of Chucky (1998) e Seed of Chucky (2004), o personagem é brevemente referenciado em ambas as sequências. Ele retorna na cena final de Curse of Chucky (2013). Agora adulto, Andy (Vincent) é visitado por Chucky, que foi derrotado por Nica Pierce (Fiona Dourif), e atira no boneco com uma metralhadora. Em Cult of Chucky (2017), Andy tortura a cabeça de Chucky, cujo espírito aprende a habitar vários bonecos ao mesmo tempo. Como diversos "Good Guys" estão sendo usados como ferramenta terapêutica no manicômio onde Nica está internada, Andy decide ir até o local para tentar derrotar novamente seu arqui-inimigo. Na refilmagem do longa original, lançada em 2019, Andy (Gabriel Bateman) é um adolescente que ganha de sua mãe Karen (Aubrey Plaza) um boneco de alta tecnologia a qual chama Chucky (Mark Hamill); nessa versão, o brinquedo se torna assassino em função de alterações em suas configurações de segurança e do seu afeto por Andy.

### Televisão
Durante os eventos da série Chucky, exibida a partir de 2021 nos canais USA Network e Syfy, Andy (Vincent) continua sua cruzada anti-Chucky, aparecendo como um personagem recorrente que usa sua experiência para impedir a matança perpetrada pelos bonecos Good Guy. Na trama, ele reencontra Kyle (Elise) e se alia ao adolescente e novo protagonista Jake Wheeler (Zackary Arthur) na tentativa de eliminar Chucky de uma vez por todas.

## Outras aparições
Andy apareceu em 1991 na primeira, segunda e quinta edições dos quadrinhos Child's Play, baseados no primeiro filme da franquia. Por conseguinte, ele esteve em todas as edições derivadas de Child's Play 2, lançadas em 1992, e de Child's Play 3, disponibilizadas em 1993. Nas três primeiras edições da série em quadrinhos Chucky (2007), escrita por Brian Pulido, Andy aparece em versão adulta pela primeira vez. O personagem também está presente em dois livros, escritos por Matthew J. Costello e publicados em 1990 e 1991 e que adaptaram, respectivamente, o segundo e terceiro filmes.
Em 1999, o programa Where Are They Now?, transmitido pela VH1, exibiu alguns clipes com imagens do personagem como parte do episódio "Horror Movie Stars". Além disso, Andy é mostrado ao longo do documentário Evil Comes in Small Packages, que foi incluído como destaque especial na edição em DVD comemorativa do vigésimo aniversário de Child's Play em 2008. Imagens de arquivo do personagem são exibidas no documentário de terror Boogeymen: The Killer Compilation (2001).

## Recepção
Em artigo publicado no FThisMovie.net, a atuação de Alex Vincent no papel de Andy foi elogiada por ser "uma das melhores atuações infantis em um filme de terror" e por ser capaz de criar uma "conexão emocional" com o público. Desde a primeira cena do filme até os soluços no quarto do hospital, ele é capaz de trazer à tona emoções que parecem reais demais. O texto prosseguiu dizendo:
"Observá-lo soluçar sozinho em seu minúsculo quarto de hospital é como ver meu próprio filho chorar – mas não o tipo de choro quando ele não consegue o que quer ou dá uma topada no dedão do pé. É o tipo de choro informado por uma tristeza genuína. Há uma desesperança na maneira como Alex Vincent interpreta aquela cena que é impossível de reproduzir. O que torna seu desempenho excelente é que ele é totalmente autêntico, sem esforço. Ele não está fabricando motivação nem calculando sua entrega. Ele está reagindo puramente no momento. Enquanto são melhores amigos, ele interage com Chucky como se fosse um brinquedo de verdade que ele ama (a maneira como fala animadamente alto com o boneco quando interagem pela primeira vez é outro grande momento do filme). Quando Chucky revela ser malvado, o medo de Vincent – e até mesmo desgosto – é totalmente real."
Dustin Putman afirmou em uma crítica que o ator foi "sempre convincente como um filho em perigo... diante de um terror impensável". Outro artigo chegou a dizer que a interpretação de Vincent "foi o que tornou aquela série tão importante quanto Brad Dourif fazendo a voz de Chucky". Em 2022, Andy foi mencionado na lista do Comic Book Resources dos "10 grandes heróis do terror que todos esquecem", junto a personagens como Alex Browning (Final Destination) e Nancy Thompson (A Nightmare on Elm Street). Em outra publicação desse site, o editor Nicholas Brooks comentou: "No final, não importa para onde a história de Andy o leve, nunca se perdeu que ele era filho da tragédia e continuou a fazer o seu melhor para superar isso, tornando-o um dos heróis de slasher mais inspiradores de todos os tempos".